# Leandro De Bortoli
Leandro De Bortoli (Avellaneda, 3 agosto 1988) è un calciatore argentino, portiere svincolato.

## Carriera
È cresciuto nelle giovanili del Temperley.